# Ледено доба (албум)
Ледено доба пети је студијски албум српске гаражне и панк рок групе Партибрејкерс, објављен 1997. године.
Сниман је у студијима Music Factory и „О” у Београду, у периоду од марта до априла 1997. године. Продуценти албума су Небојша Антонијевић и Душан Којић Која, на њему се налази десет нумера, а објављен је под окриљем издавачке куће ЗМЕКС. 

## Списак песама
Све песме написали су Зоран Костић, Срђан Граовац и Небојша Антонијевић.
| №               | Назив                  | Трајање |  |
| 1.              | Сит гладан             | 4:04    |  |
| 2.              | Не можеш ми ништа      | 4:40    |  |
| 3.              | Генерација             | 3:38    |  |
| 4.              | Добро радио лоше радио | 4:31    |  |
| 5.              | Ледено доба            | 5:02    |  |
| 6.              | Крај мора              | 5:32    |  |
| 7.              | Сјајнија будућност     | 2:31    |  |
| 8.              | Дан за даном           | 7:03    |  |
| 9.              | Велика река            | 7:03    |  |
| 10.             | Пријатељу...           | 2:08    |  |
| Укупно трајање: | Укупно трајање:        | 45:17   |  |

## Учествовали на албуму

### Партибрејкерс
- Ненад Антонијевић Антон — гитара, микс и продукција
- Зоран Костић Цане — вокали
- Гојко Шевар — бас
- Срђан Граовац — гитара, позадински вокали
- Дарко Курјак — бубњеви

### Гости на албуму
- Душан Којић Која —  продукција и микс
- Сандра Стојановић — сниматељ, позадински вокали
- Игор Боројевић — сниматељ, микс
- Јелена Петорвић — фрула
- Петар Џо Миладиновић — хармоника
- Саша Локнер — клавијатуре
- Владимир Миљковић Миље — саксофон
- Бора Величковић — труба
- Марин Петрић Пурони — удараљке
- Клипа — позадински вокали
- Срђан Гојковић Гиле — позадински вокали
- Бранислав Петровић Банана — позадински вокали
- Маја Станојевић — дизајн и фотографија
- Станислав Милојковић — фотографија